# Административное деление Владимира
Город Владимир, административный центр одноимённой области, разделён на 3 района (района в городе)
В рамках административно-территориального устройства области Владимир является городом областного значения, которому подчинены 17 сельских населённых пунктов; в рамках муниципального устройства он образует муниципальное образование город Владимир со статусом городского округа, включающего 18 населённых пунктов.
Районы в городе не являются муниципальными образованиями.

## Районы
| № | Район             | Площадь, км² | Население, чел., (2025) | Код ОКАТО  |
| - | ----------------- | ------------ | ----------------------- | ---------- |
| 1 | Ленинский район   | 102,8        | ↘131 320                | 17 401 365 |
| 2 | Октябрьский район | 165,6        | ↘108 263                | 17 401 370 |
| 3 | Фрунзенский район | 41,6         | ↘101 996                | 17 401 375 |

## История
В 1973 году постановлением Верховного Совета РСФСР во Владимире были образованы 3 района. В 2007 году их границы приняли современный вид.

## Микрорайоны
| Ленинский район - Мостострой - Пиганово - Энергетик - Юрьевец Подчинённые Ленинскому району населённые пункты (пригородные микрорайоны): - Мосино - Немцово - Оборино - Спасское | Октябрьский район - Коммунар - Лунёво - Сельцо - Ширманиха Подчинённые Октябрьскому району населённые пункты (пригородные микрорайоны): - Аббакумово - Бухолово - Вилки | - Долгая Лужа - Заклязьменский - Злобино - Кусуново - Турбаза «Ладога» - Никулино - Рахманов Перевоз - Уварово - Ущер - Шепелево | Фрунзенский район - Доброе - Красное - Лесной - Оргтруд |

## Населённые пункты
Городу Владимиру (его районам) подчинены 17 сельских населённых пунктов, вместе с которыми он образует  муниципальное образование город Владимир со статусом городского округа.
| №  | Населённый пункт | Тип населённого пункта | Население | Район             |
| -- | ---------------- | ---------------------- | --------- | ----------------- |
| 1  | Владимир         | город                  | ↘341 579  | все               |
| 2  | Аббакумово       | деревня                | ↘17       | Октябрьский район |
| 3  | Бухолово         | деревня                | ↗7        | Октябрьский район |
| 4  | Вилки            | деревня                | ↘13       | Октябрьский район |
| 5  | Долгая Лужа      | посёлок                | →18       | Октябрьский район |
| 6  | Заклязьменский   | посёлок                | ↘1131     | Октябрьский район |
| 7  | Злобино          | деревня                | ↗20       | Октябрьский район |
| 8  | Кусуново         | село                   | ↗92       | Октябрьский район |
| 9  | Мосино           | село                   | ↗85       | Ленинский район   |
| 10 | Немцово          | деревня                | ↗51       | Ленинский район   |
| 11 | Никулино         | деревня                | ↘126      | Октябрьский район |
| 12 | Оборино          | деревня                | ↗69       | Ленинский район   |
| 13 | Рахманов Перевоз | посёлок                | ↘36       | Октябрьский район |
| 14 | Спасское         | село                   | ↗489      | Ленинский район   |
| 15 | турбаза «Ладога» | —                      | ↗335      | Октябрьский район |
| 16 | Уварово          | деревня                | ↗94       | Октябрьский район |
| 17 | Ущер             | село                   | ↘0        | Октябрьский район |
| 18 | Шепелево         | деревня                | ↘139      | Октябрьский район |